# アイタワー
アイタワーは、福岡県福岡市東区香椎照葉（アイランドシティの一部）に所在する超高層マンション。2016年度グッドデザイン賞受賞。

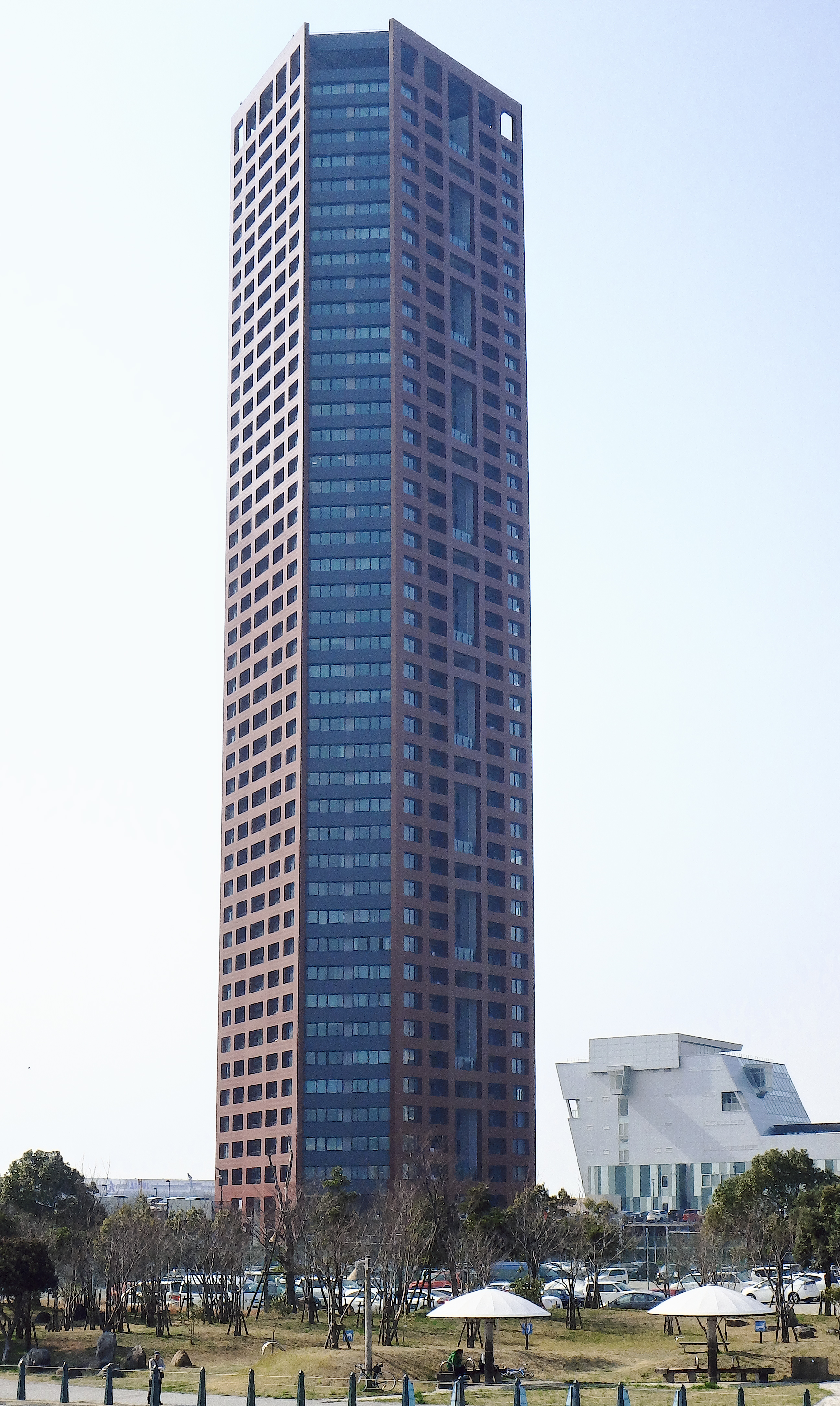
アイタワー

## 概要
2016年3月25日に竣工。2019年に同じアイランドシティ内のセンターマークスタワーが竣工するまでの間、福岡県において最も高い高層建築であった。総戸数は285戸。赤を基調とした三角形状のデザインとなっている。